# Simyo
Simyo – międzynarodowa wirtualna sieć telefonii komórkowej, której operatorami były filie KPN Mobile (Niemcy, Belgia, do roku 2011 Francja) i France Télécom (Hiszpania) działająca w latach 2005–2015.

## Historia
Twórcą i właścicielem marki był niemiecki operator E-Plus. Operator zainicjował działalność sieci w maju 2005 roku. Sprzedaż starterów z kartą SIM prowadzona jest przez Internet lub serwis telefoniczny. Na rynku francuskim, gdzie KPN France Mobile nie posiadał własnej infrastruktury, sieć korzysta z zasobów operatora Bouygues Telecom, który ostatecznie w 2011 roku przejął filię holenderskiego operatora w tym kraju. Od 1 lipca 2015 r. do rozwiązania Simyo była marką Telefónica Germany. Dotychczasowi klienci zostali w pełni przeniesieni do marki Blau w 2016 roku.